# Fiesta de la Virgen de la Salud (Fregenal de la Sierra)
Desde el treinta de agosto y hasta el ocho de septiembre se celebra una de las fiestas más antiguas y genuinas de la ciudad de Fregenal de la Sierra (Badajoz), las Fiestas en Honor a la Virgen de la Salud. 
De ella destaca un grupo de danzantes conocidos popularmente como los Danzaores de la Virgen de la Salud que engalanados con una atractiva indumentaria protagonizan una antigua y llamativa danza ritual. 
El 26 de septiembre de 2017 es declarada la Danza y la Fiesta de la Virgen de la Salud como Bien de Interés Cultural, en la categoría de Bien Inmaterial, por la Junta de Extremadura, pasando a formar parte del Registro de Bienes de Interés Cultural del Estado gestionado por el Ministerio de Educación, Cultura y Deporte, convirtiéndose en la primera declaración de este tipo en la región. 

## La Danza
De origen desconocido la danza está incluida en las denominadas danzas guerreras, de paloteo, agrarias y de fertilidad. Conocida como Danza de la Virgen de la Salud se encuentra su primera referencia histórica en el siglo XVIII, aunque se estima que es muy anterior a esta fecha. 
Desde el punto de vista musical, se diferencian cuatro apartados: Pasacalles, Rosario, Alborada y Danza.

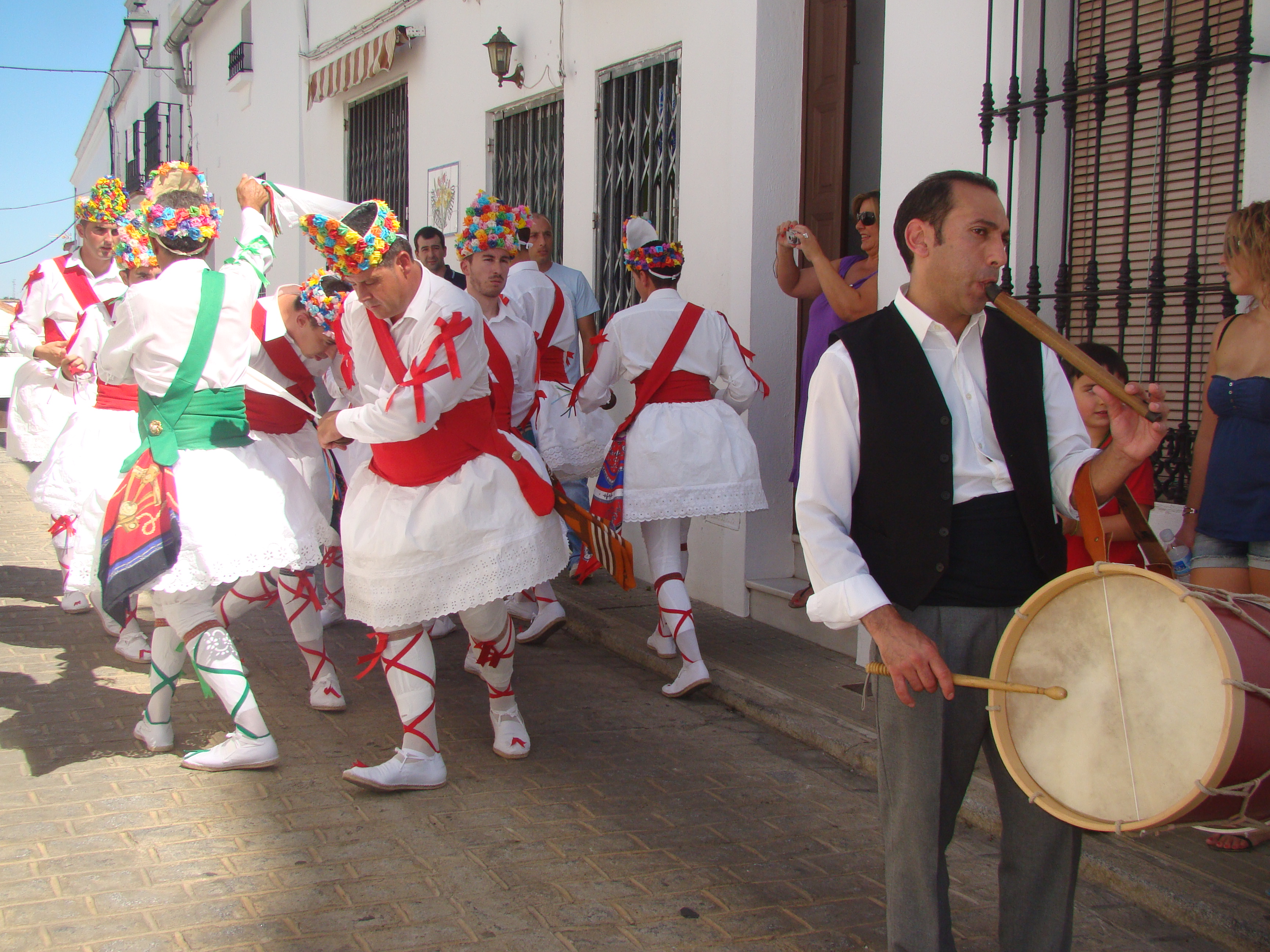
Los danzaores por las calles de Fregenal.

## Los Danzaores
El grupo está formado por nueve danzantes, todos hombres, vestidos de cintas de color rojo, que son dirigidos por uno de ellos a quien llaman guion y que se diferencia del resto por las cintas de color verde que adornan su traje. 
Las vestimentas que lucen son tan llamativas como su propia danza: medias, faldas almidonadas, banderolas que atraviesan el pecho y la espalda, pañuelos y tocados de flores resumen la apariencia de esta genuina danza ritual.

## El Tamborilero

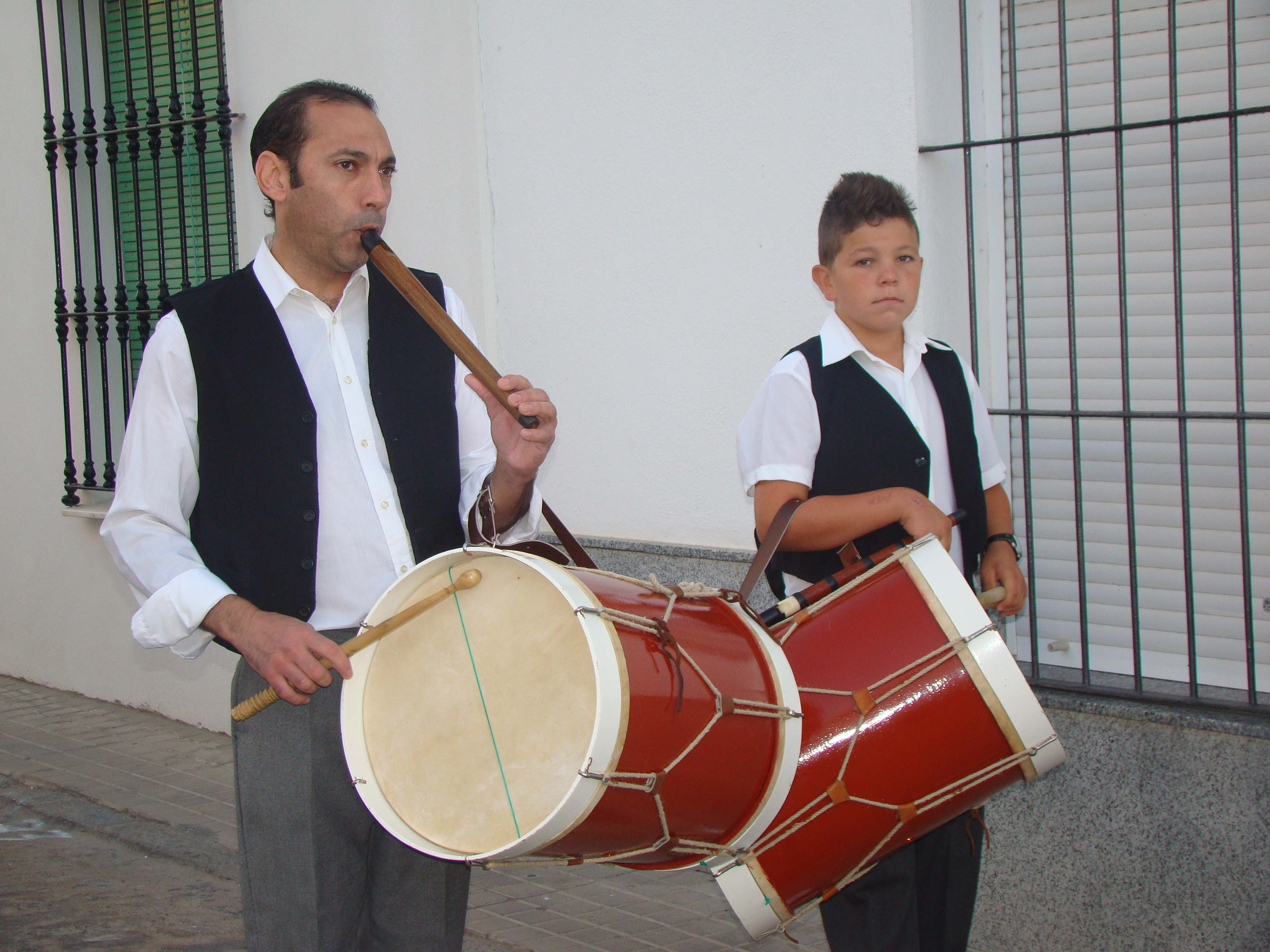
Tamborilero por las calles de Fregenal

Nueve días antes de la celebración de la fiesta, el tamborilero realiza a diario un novenario consistente en visitar las casas de los hermanos cofrades. En su recorrido interpreta con la gaita y el tambor el Pasacalles y un fragmento de la danza.
La indumentaria del tamborilero se resume a pantalón negro y camisa blanca. Un chaleco sin mangas y una faja atada en la cintura.

## La Fiesta
La fiesta comienza cada año el treinta de agosto, cuando el tamborilero realiza su particular novenario visitando las casas de los hermanos cofrades, a la vez que se celebra en la Iglesia de Santa Catalina la novena a la Virgen.
El día seis de septiembre se celebra el Rosario, cuyo sentido era el recorrido por los hogares de los hermanos impedidos. Hoy día se resume al canto de la Salve de la Virgen en las puertas de las casas de los hermanos a los que se visitan.
El día siete de septiembre es el último día de novenario. Finalizados los cultos correspondientes, en la plaza de Santa Catalina se organiza la tradicional verbena, que es amenizada por una Tamborada, y en la que se subastan los regalos donados por los devotos de la Virgen.
Ya de madrugada y antes de la Misa de Danzaores el Mayordomo y resto de directivos, acompañados de los hermanos cofrades que se van sumando a ellos, desfilan al toque de Alborada por las calles de Fregenal. El recorrido finaliza en la Iglesia de Santa Catalina, donde se celebra la Misa de Danzaores o misa del Alba, en la que los danzantes ofrecen el primer baile a la Virgen

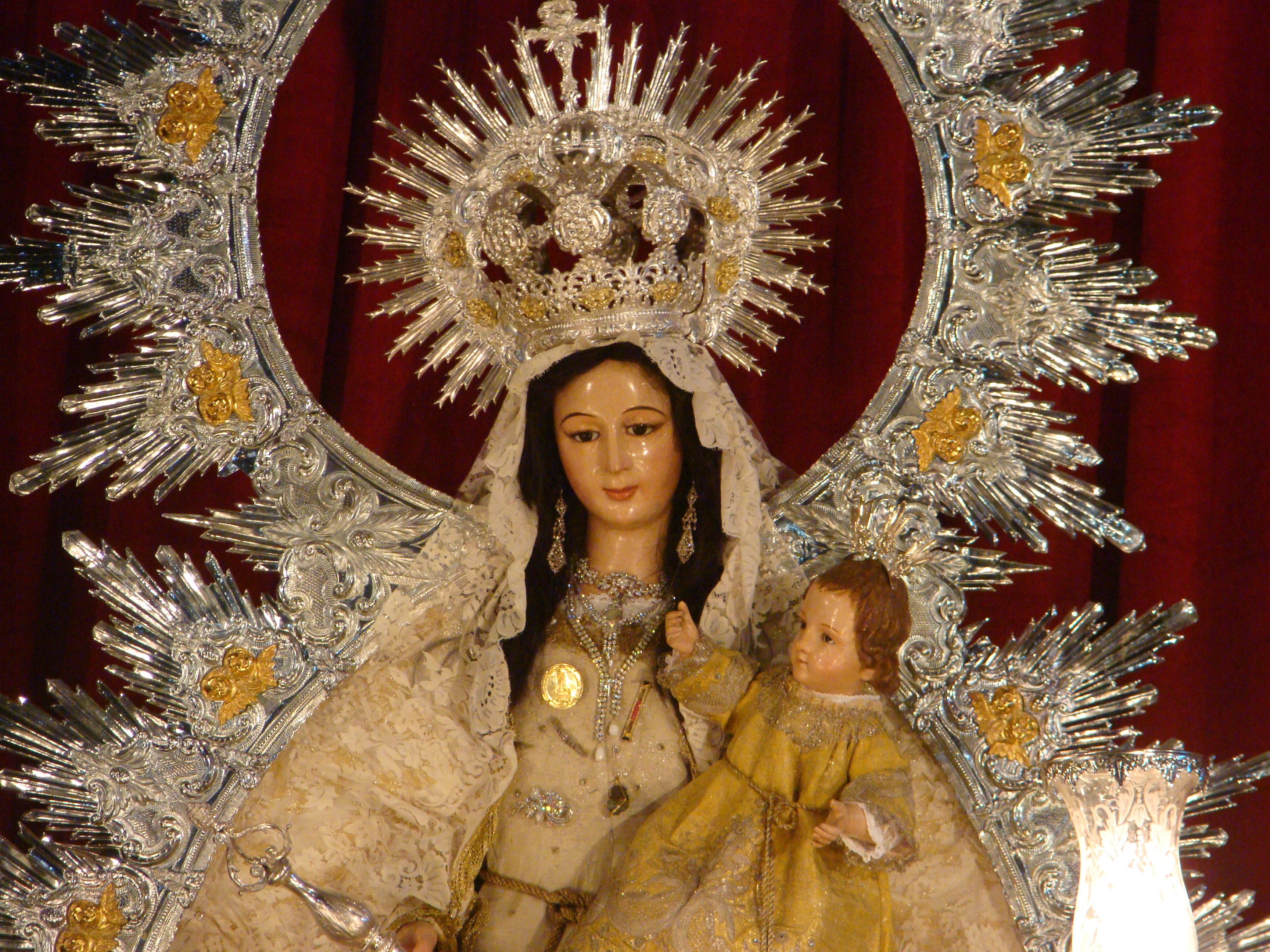
Ntra. Sra. de la Salud en la parroquia de Santa Catalina de Fregenal.

Una vez terminada la misa, sobre las ocho de la mañana, el grupo de danzaores, encabezados por los miembros de la hermandad y acompañados por el tamborilero inician su peregrinaje por las calles de la población, invirtiendo gran parte del día en la visita de nuevo a las casas de los más de seiscientos hermanos.
El convento de las Madres Agustinas, las calles de los barrios de Santa Ana y Santa María y los alrededores del Castillo Templario de Fregenal de la Sierra son los lugares más recomendados para disfrutar de la danza. 
Sobre las siete de la tarde, y después de un breve descanso comienza la procesión de la Virgen de la Salud, que es acompañada por varios grupos generacionales de Danzaores.
Cientos de personas inundan la plaza y las calles cercanas al templo, donde pasadas las diez de la noche la imagen de la Virgen “danza” al mismo ritmo que los Danzaores. La fiesta finaliza después de la Función Religiosa con la despedida de los danzantes ante la imagen de la Virgen de la Salud.
El 26 de septiembre de 2017 es declarada la Danza y la Fiesta de la Virgen de la Salud como Bien de Interés Cultural, en la categoría de Bien Inmaterial, por la Junta de Extremadura, pasando a formar parte del Registro de Bienes de Interés Cultural del Estado gestionado por el Ministerio de Educación, Cultura y Deporte, convirtiéndose en la primera declaración de este tipo en la región. 
Esta declaración convierte a la Fiesta y Danza de la Virgen de la Salud en una referencia para toda la comunidad autónoma de Extremadura, como una de las principales muestras culturales del suroeste peninsular.  La propia declaración destaca "la fiesta, su danza, la hermandad, los preparativos, el tamborilero, la Iglesia de Santa Catalina, la imagen de la Virgen, la subasta, la procesión, el rosario, la solidaridad entre los hermanos, que constituyen un rico patrimonio que legitima la petición no tanto por la originalidad/singularidad de este ritual festivo cuanto por estar indisolublemente unido a Fregenal de la Sierra, a su historia y a su cultura y cuya continuidad se explica con los esfuerzos sostenidos individual y colectivamente por unos actores sociales que, en última instancia, son y han sido protagonistas y responsables de que la Fiesta y la Danza de la Salud hayan llegado a nuestros días hasta conformarse como parte fundamental del patrimonio frexnense".

## Leyenda de la Virgen de la Salud
Según la historia la imagen es proveniente de la antigua villa de Valera donde recibía la denominación de Virgen de la Encarnación. Una vez fue destruido su santuario fue trasladada a la Iglesia de Santa Catalina Mártir, en la localidad de Fregenal de la Sierra.
Una vez en la localidad llegó la peste a la villa de Fregenal donde se pidió a la Virgen que salvase al pueblo de tan terrible plaga. Así ocurrió y desde entonces a la imagen se la llama Virgen de la Salud, gracias al milagro obrado por ella.